# Caribou (músic)
Daniel Victor Snaith (London, 1978) és un matemàtic, compositor i músic canadenc que es presenta sota el nom artístic de Caribou i anteriorment com Manitoba.

## Àlbums
La majoria del material editat sota el nom de Manitoba ha estat reeditat posteriorment com a Caribou.
Manitoba
- Start Breaking My Heart (26 de març del 2001)
- Up in Flames (31 de març del 2003)

Caribou
- Start Breaking My Heart (reeditat 2006)
- Up In Flames (reeditat 2006)
- The Milk of Human Kindness (18 d'abril del 2005)
- Andorra (album)|Andorra (21 agost 2007) - guanyador del premi de música Polaris 2008
- Swim (19 d'abril del 2010) #97 a Billboard 200